# Эфтимиади-Менегаки, Фросо
Фро́со Эфтимиади — Менегаки (греч. Φρόσω Ευθυμιάδη-Μενεγάκη), Константинополь, 1916 — Афины,1995) — одна из самых видных женщин скульпторов Греции XX века.

## Биография
Фросо Эфтимиади родилась в греческой семье Константинополя.
После Малоазийской катастрофы (1922) семья предпочла покинуть родной город и поселилась в Афинах, хотя согласно решениям Лозаннского мирного договора греческое население Константинополя исключалось из насильственного обмена населением.
В период 1933—1937 Эфтимиди училась в Государственной школе прикладных искусств Вены(Kunstgewerbschule Wien, сегодняшний Universität für angewandte Kunst Wien) в классе Роберта Обзигера.
В 1937 году Эфтимиади вернулась в Афины и работала исключительно с глиной керамистом. В этот период её произведениями в основном были фигурки животных.
После окончания Второй мировой войны и с началом Гражданской войны в Греции (1946—1949), она уехала в 1946 году в Париж, где работал у Марселя Жимона (Marcel Gimond, 1894—1961).
Гражданская война в Греции продолжалась, и в период 1947—1949 гг. Эфтимиади жила в Аргентине, изучая искусство регионов бывших в составе империи инков.
За несколько месяцев до окончания Гражданской войны, в июне 1949 года Эфтимиади вернулась в Грецию.
В 1958 году, по приглашению министерства иностранных дел США, Эфтимиади уехала в эту страну, где на протяжении четырёх месяцев изучала современное американское искусство и подверглась значительному влиянию работ американского скульптора Александра Колдера.
В период 1954—1967, она совершила ознакомительные художественные поездки во многие страны, таки как Бразилия, Боливия, Перу, Египет, Турция, Марокко, Индия, Таиланд, Китай, Япония, Ирак, Непал, Камбоджа, остров Бали и пр.
За свой вклад в греческое искусство Фросо Эфтимиади-Менегаки в 1974 году награждена Афинской академией.
В 1980 году она стала первой женщиной предложенной избранию в члены этой академии.

## Творчество
Фросо Эфтимиади-Менегаки сочетала в своих работах темы движения в спиральных и абстрактных формах и статические конструкции, геометрические и абстрактные, с сильным влиянием искусства первобытных народов и цивилизаций.
Она использовала в своих работах как глину, так и железо и кованую латунь.
До середины 50-х годов Фросо Эфтимиади — Менегаки создала ряд терракотовых бюстов, включая бюсты Никоса Казандзакиса и Димитриса Пикиониса, но в основном продолжала создавать фигуры животных и птиц, в особенности любимых ею сов.
Искусствоведы отмечают, что она была первой женщиной скульптором в Греции, которая занялась «зоопластикой».
С 1955 года её абстрактное творчество выражено интенсивной геометрической тенденцией и она использует исключительно листы или стержни латуни ли железа.
В 1970 году, на Первом афинском кладбище она создала мраморный памятник своему мужу, Манолису Менегакису, также выполненный в абстрактной манере.

## Выставки
В 1939 году, до начала Второй мировой войны, Эфтимиаду приняла участие в выставке в Нью-Йорке, где греческая делегация была впервые разделена поровну на мужчин и женщин.
Фросо Эфтимиаду — Менегаки представила свои работы на персональных выставках в Греции и за её рубежами: Буэнос-Айрес (1947), Афины (1954, 1961, 1962), Лондон (1955).
Она приняла также участие в различных международных мероприятиях, включая Международную выставку керамики (Канны,1955), Биеннале в бразильском Сан-Паулу (1959), где получила первый приз, Международная выставка современной скульптуры в парижском Музее Родена (1956, 1961), Всемирной выставке Нью-Йорка (1965), в Биеннале Александрии (1963—1964), Салон Новой Скульптуры Парижа (1968, 1969) и др.
Её работы хранятся в Национальной художественной галерее, Музее изящных искусств Буэнос — Айреса, в Музее современного искусства Каира, в Коммерческом банке Греции (Салоники), в здании Афинского муниципалитета и пр.

## Дом Эфтимиади-Менегаки

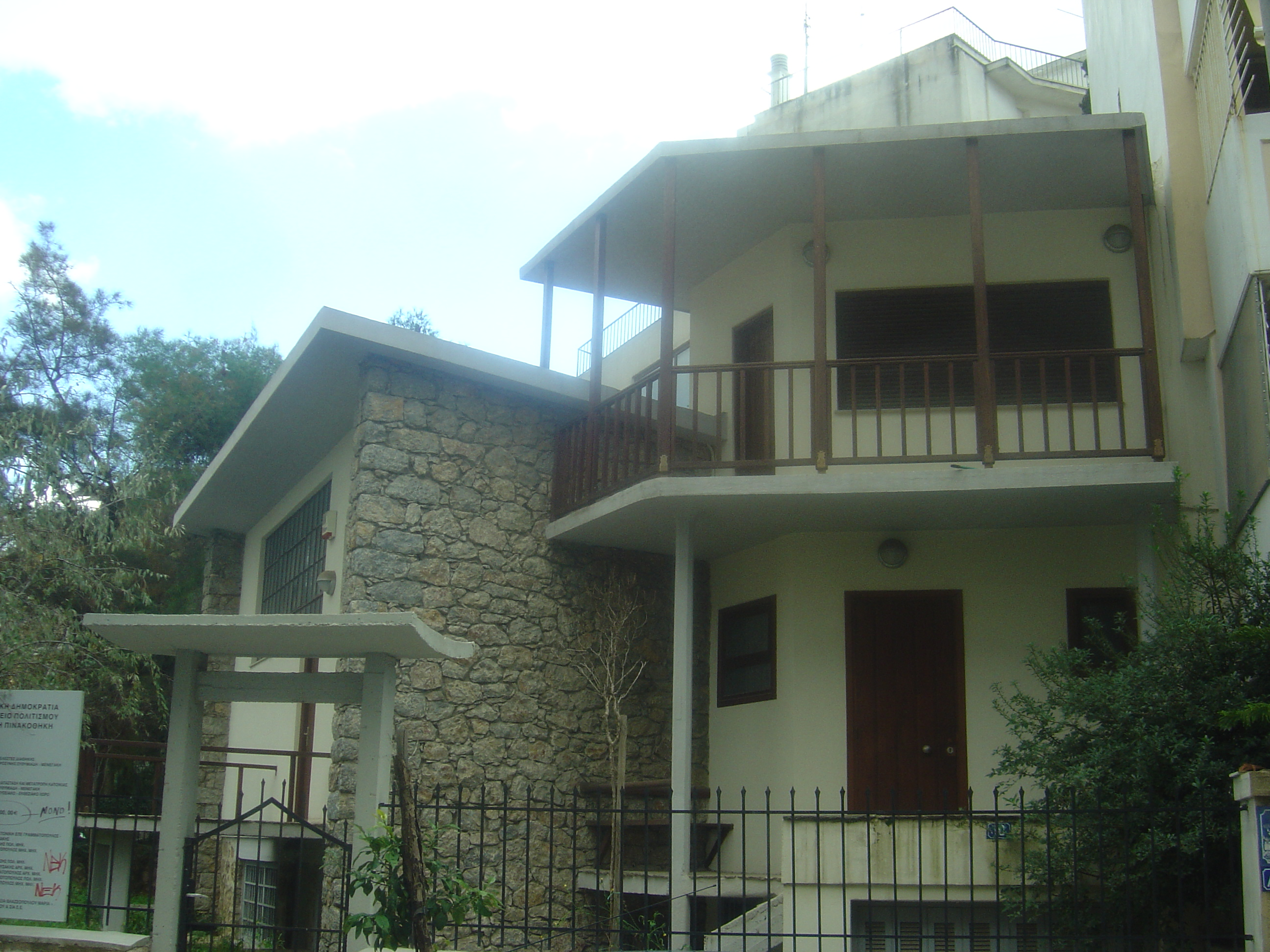
Дом скульптора Фросо Эфтимиаду — Менегаки в квартале Киприаду, Афины.

Афинский квартал Киприаду, где в своё время проживали многие художники представители т. н. «Поколения 30-х», художник Яннис Моралис именовал «Школой Киприаду».
Дом Эфтимиади-Менегаки в квартале Киприаду, по улице Грипари 10, является характерным образцом городской архитектуры межвоенных лет, с явными признаками архитектурной манеры Ар-деко.
Решением исполнителей завещания скульптора, начата реставрация её дома и превращение его в музей и выставочный зал.